# Sualkuchi
Sualkuchi é uma vila no distrito de Kamrup, no estado indiano de Assam.

## Demografia
Segundo o censo de 2001, Sualkuchi tinha uma população de 14 129 habitantes. Os indivíduos do sexo masculino constituem 50% da população e os do sexo feminino 50%. Sualkuchi tem uma taxa de literacia de 82%, superior à média nacional de 59,5%: a literacia no sexo masculino é de 88% e no sexo feminino é de 76%. Em Sualkuchi, 6% da população está abaixo dos 6 anos de idade.